# Makrocefalia
Makrocefalia (wielkogłowie, z gr. μακρύς trb. makris = długi + κεφάλη trb. kiefali = głowa, ang. macrocephaly) – zaburzenie rozwojowe polegające na obwodzie głowy powyżej 97 centyla dla płci i wieku.

Zdjęcia osób z makrocefalią
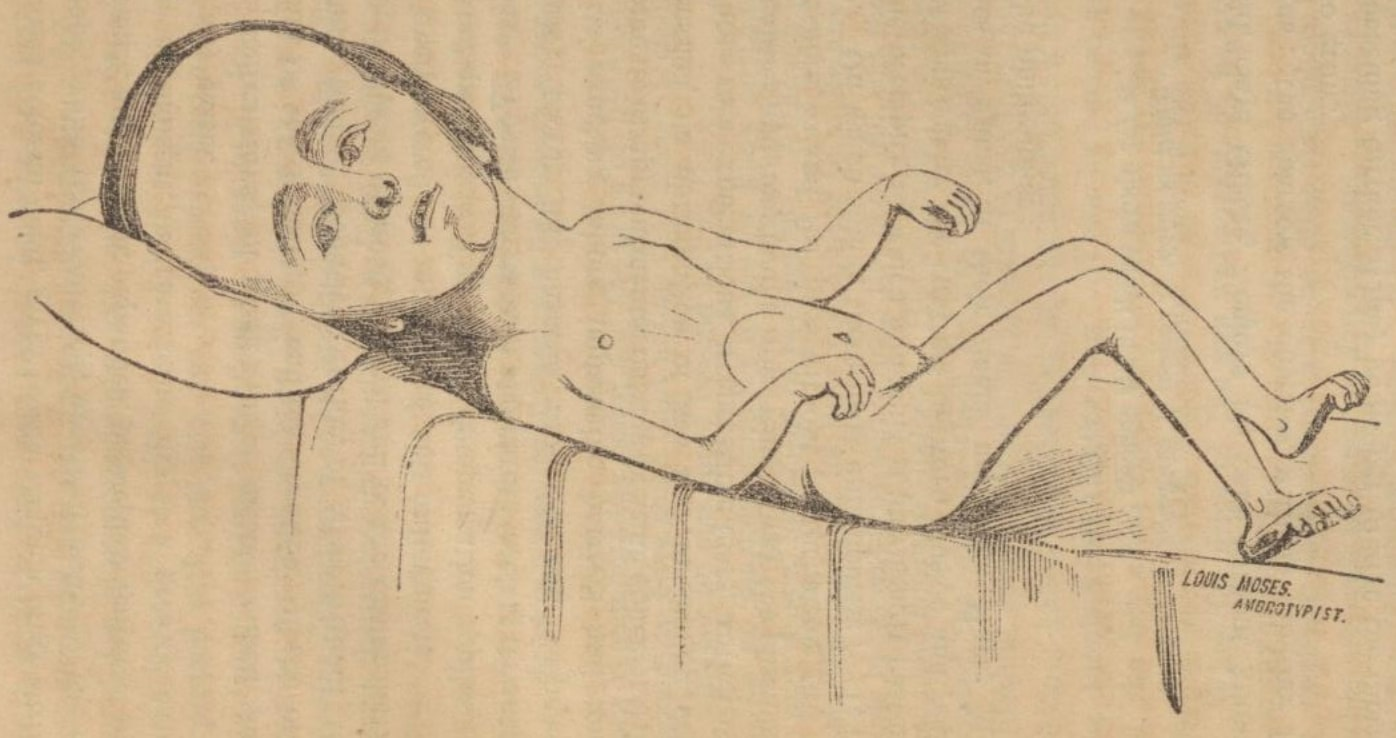
Przypadek makrocefalii u osoby niskorosłej
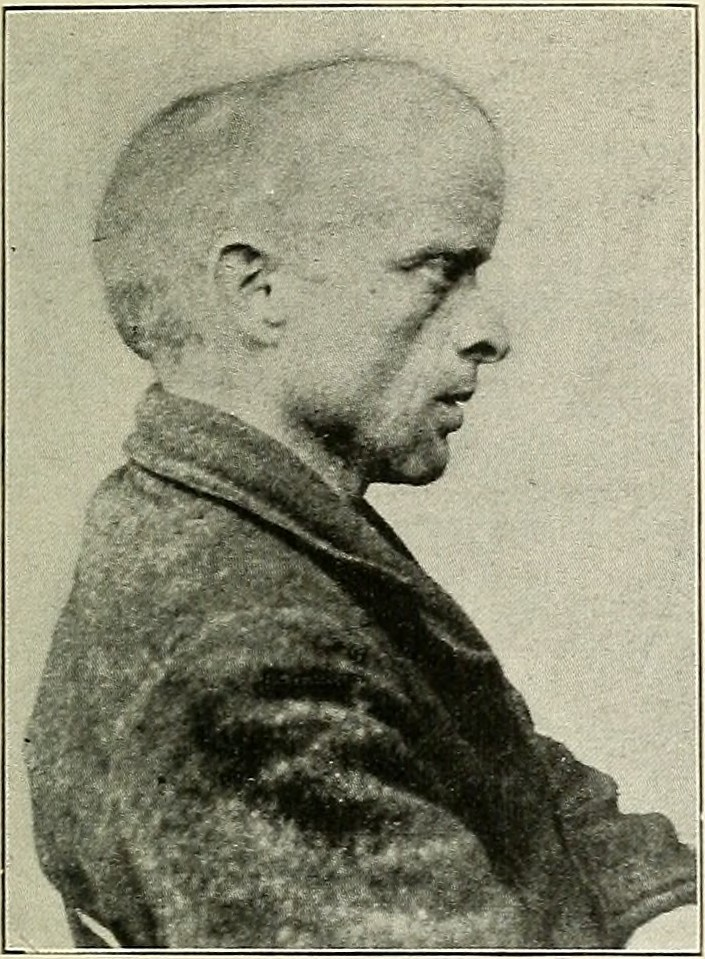
Ekstremalny przypadek makrocefalii
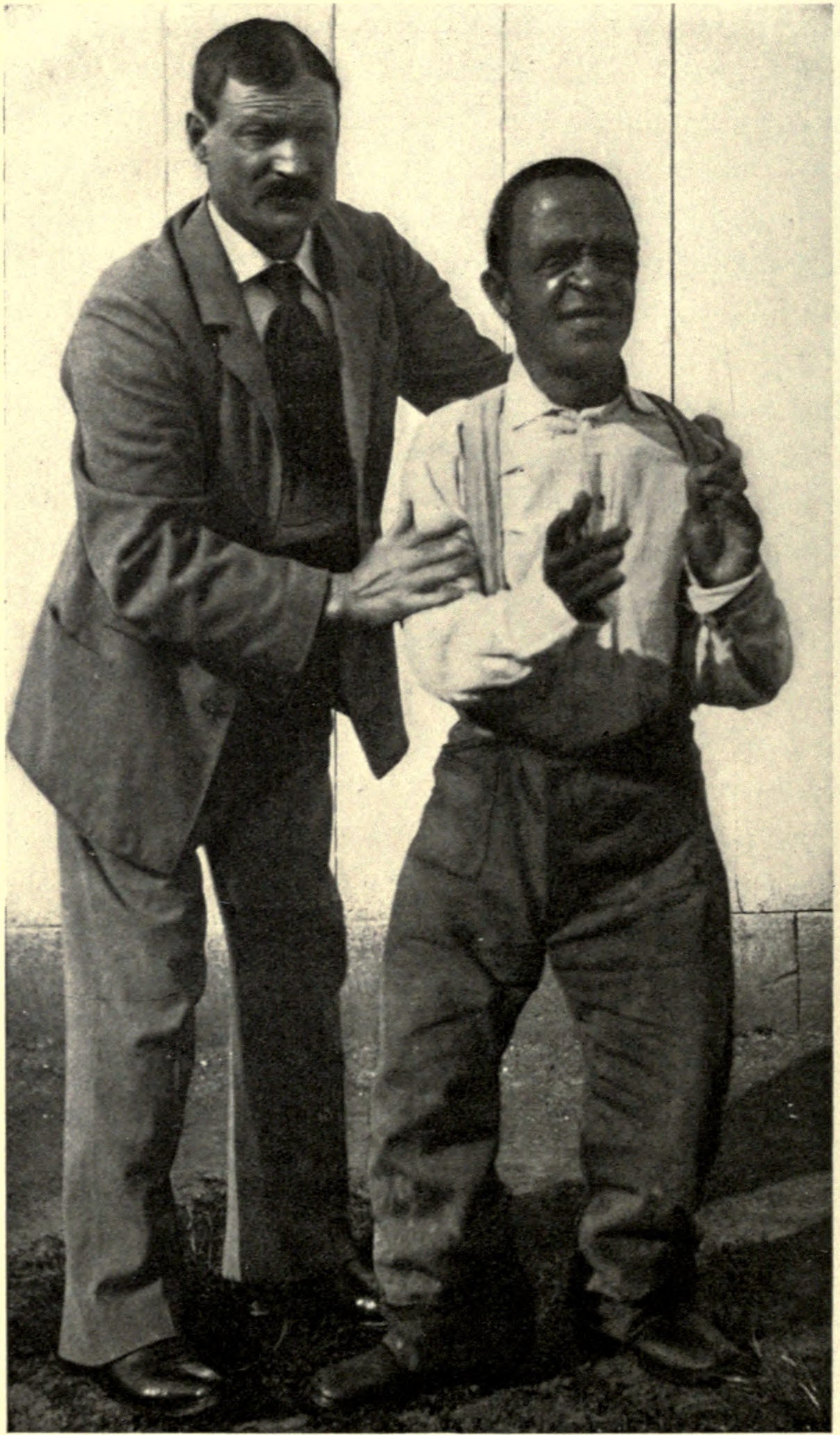
Osoba z makrocefalią (po prawej)
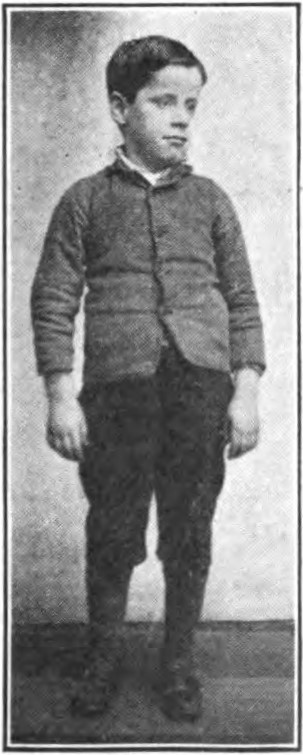
Chłopiec z makrocefalią

## Przyczyny
Makrocefalia może wchodzić w skład zespołów wad wrodzonych i chorób genetycznych, może też stanowić izolowaną wadę albo występować izolowanie i rodzinnie oraz być dziedziczna. Przyczyną makrocefalii czasem (lecz nie zawsze) jest wodogłowie. Makrocefalia jest także jednym z objawów megalencefalii (zbyt dużego mózgu), krwawienia śródczaszkowego (w tym takiego wynikającego z malformacji tętniczo-żylnych), hiperosteozy (zbyt dużego wzrostu kości) czaszki, guzów mózgu, długo pozostających krwiaków, infekcji mózgu (zapalenie opon mózgowo-rdzeniowych, zapalenie mózgu, ropień mózgu) i nadciśnienia śródczaszkowego.
Do zespołów wad wrodzonych, w których obrazie klinicznym spotyka się makrocefalię, należą:
- dysplazja obojczykowo-czaszkowa
- zespół Sotosa
- zespół Weavera
- zespół Cowden
- nerwiakowłókniakowatość
- stwardnienie guzowate
- zespół Bannayana-Rileya-Ruvalcaby
- zespół Lujana-Frynsa
- choroba Alexandra
- choroba Taya-Sachsa
- choroba Canavan
- mukopolisacharydoza
- progeria
- makrocefalia połączona z malformacjami kapilarnymi

## Częstotliwość
Badania naukowe wykazały, że w wieku 1 miesiąca 6-10% europejskich dzieci ma makrocefalię, natomiast w Japonii i Chinach odsetek ten wynosi 1-2%. Z tych samych badań wynikło, że w wieku 12 lub 24 miesięcy 8-9% ogółu dzieci ma makrocefalię. Wykazano także, że W wieku 1 miesiąca 6-10% europejskich dzieci ma makrocefalię, natomiast w Japonii i Chinach odsetek ten wynosi 1-2%. Wykazano także, że (z wyjątkiem Hindusów i niektórych noworodków azjatyckich) przyjęcie standardów WHO dotyczących obwodu głowy skutkowałoby m.in. fałszywym wykrywaniem makrocefalii u osób, które w rzeczywistości jej nie mają.